# Stéphane Quintal
Stéphane Yvon Quintal, född 22 oktober 1968, är en kanadensisk före detta professionell ishockeyspelare som tillbringade 16 säsonger i den nordamerikanska ishockeyligan National Hockey League (NHL), där han spelade för ishockeyorganisationerna Boston Bruins, St. Louis Blues, Winnipeg Jets, Montreal Canadiens, New York Rangers och Chicago Blackhawks. Han producerade 242 poäng (63 mål och 179 assists) samt drog på sig 1 320 utvisningsminuter på 1 037 grundspelsmatcher.
Han draftades i första rundan i 1987 års draft av Boston Bruins som 14:e spelare totalt.
Efter att han avslutat sin spelarkarriär är han delägare i ett Montréal–baserad gym Mansfield Club Athlétique och är sedan 2011 anställd av National Hockey League och jobbar inom ligans avdelning för spelarsäkerhet.